# لوكوموتيف كوبان
لوكوموتيف كوبان هو فريق كرة سلة روسي تأسس في 1946 يقع في كراسنودار، روسيا. يلعب في دوري اتحاد في تي بي.

## وصلات خارجية
- الموقع الإلكتروني